# Yolonchén
Yolonchén är en ort i Mexiko.   Den ligger i kommunen Chamula och delstaten Chiapas, i den sydöstra delen av landet, 700 km öster om huvudstaden Mexico City. Yolonchén ligger 1 865 meter över havet och antalet invånare är 375.
Terrängen runt Yolonchén är lite bergig. Runt Yolonchén är det ganska tätbefolkat, med 166 invånare per kvadratkilometer. Närmaste större samhälle är San Cristóbal de las Casas, 16,7 km söder om Yolonchén. Omgivningarna runt Yolonchén är en mosaik av jordbruksmark och naturlig växtlighet.